# Brittany Ishibashi
Brittany Mariko Ishibashi (Orange County, 2 de novembro de 1980) é uma atriz nipo-americana mais conhecida por interpretar Tina Minoru na série de televisão Marvel's Runaways, transmitida no Hulu.

## Biografia
Brittany Ishibashi nasceu e cresceu em Orange County, na Califórnia. Ela tem duas irmãs, Brianna Ishibashi e Brooke Ishibashi. Descobriu sua paixão pelo teatro em uma idade muito jovem.
A primeira grande chance de Ishibashi veio quando J. J. Abrams a escalou para Felicity quando ela tinha terminado o ensino médio. Ela continuou sua educação formal na Escola de Teatro, Cinema e Televisão da UCLA, enquanto continuava a construir seu currículo fora das aulas. Ishibashi vem trabalhando consistentemente desde então, com papéis recorrentes e participações especiais em mais de trinta séries de televisão, incluindo The Office, Grey's Anatomy e Supernatural. Depois de uma empolgante estreia na Comic-Con, Ishibashi reprisou seu papel como Maggie Zeddmore no spin-off de Supernatural, a websérie Ghostfacers.
Ishibashi interpretou Anne Ogami na minissérie da USA Network nomeada ao Emmy, Political Animals. Ishibashi também apareceu na série original da Netflix, Grace and Frankie, e no primeiro longa-metragem da Wong Fu Productions, Everything Before Us, lançado em 3 de junho de 2015.
No início de 2015, Ishibashi lançou sua empresa de produção, Mana Moments, com foco em conteúdo cômico e voltado para mulheres.
Ishibashi interpretou Karai em Teenage Mutant Ninja Turtles: Out of the Shadows, a sequência de Teenage Mutant Ninja Turtles, lançado nos cinemas em 3 de junho de 2016.
Em 2017, Ishibashi se juntou ao elenco da série original do Hulu, Marvel's Runaways, como Tina Minoru.

## Vida pessoal
Ishibashi é casada com o empresário Jeff Horowitz desde maio de 2011. O casal mora em Los Angeles com o filho deles, Kai, nascido em junho de 2014.
Ishibashi é faixa preta em taekwondo.

## Filmografia

### Filmes
| Ano  | Título                                           | Papel              | Notas          |
| ---- | ------------------------------------------------ | ------------------ | -------------- |
| 1999 | After One Cigarette                              | Michiko            | Curta-metragem |
| 2004 | November                                         | Lim                |                |
| 2004 | Stand Up For Justice                             | Ruby               | Curta-metragem |
| 2005 | Undiscovered                                     | Trapeze Instructor |                |
| 2005 | Enter The Dragonfly                              | Teacher            | Curta-metragem |
| 2005 | Another Part of Town                             | Brittany           | Curta-metragem |
| 2006 | The Heart Specialist                             | Translator         |                |
| 2007 | Primal Doubt                                     | Carla              | Filme para TV  |
| 2007 | Lions For Lambs                                  |                    |                |
| 2008 | Stone and Ed                                     | Suzy               |                |
| 2008 | Eagle Eye                                        | Rachel's Friend    |                |
| 2009 | Uncorked                                         |                    | Filme para TV  |
| 2010 | The Bannen Way                                   |                    |                |
| 2010 | Revenge of the Bridesmaids                       | Bitsy              | Filme para TV  |
| 2011 | Keeping Up With The Randalls                     | Macy               | Filme para TV  |
| 2012 | Cupid, Inc.                                      | Rita               | Filme para TV  |
| 2014 | The Harvesting                                   | Bree               |                |
| 2015 | Everything Before Us                             | Sara               |                |
| 2016 | Teenage Mutant Ninja Turtles: Out of the Shadows | Karai              |                |

### Televisão
| Ano       | Título                         | Papel                      | Notas                                            |
| --------- | ------------------------------ | -------------------------- | ------------------------------------------------ |
| 1999      | Felicity                       | Assessora                  | Episódio: "Sophomoric"                           |
| 1999      | Chang Gang                     | Marissa                    |                                                  |
| 2000      | Charmed                        | Recepcionista              | Episódio: "Primrose Empath"                      |
| 2001      | That's Life                    | Estudante                  | Episódio: "Sex In The Suburbs"                   |
| 2002      | The Division                   | Allison                    | Episódio: "This Thing Called Love"               |
| 2002      | Off Centre                     | Allison                    | Episódio: "Cock Fight"                           |
| 2002      | Angel                          | Vivian                     | Episódio: "The House Always Wins"                |
| 2003      | Miss Match                     | Jilted Elf                 | Episódio: "Santa Baby"                           |
| 2005      | 24                             | Melanie                    | Episódio: "Day 4: 7:00am - 8:00am"               |
| 2005      | Grey's Anatomy                 | Talia                      | Episódio: "Let It Be"                            |
| 2006      | In Justice                     | Sou-Min                    | 2 episódios                                      |
| 2006      | E-Ring                         | Ashley Nakahino            | 5 episódios                                      |
| 2006      | CSI: Crime Scene Investigation | Pizza Gal                  | Episódio: "Burn Out"                             |
| 2006      | The Office                     | Cindy                      | Episódio: "A Benihana Christmas"                 |
| 2007      | Veronica Mars                  | Emi                        | Episódio: "Show Me The Monkey"                   |
| 2007      | The HBO Voyeur Project         | Sedutora                   | Minissérie de TV                                 |
| 2007      | Journeyman                     | Melissa Waters             | Episódio: "The Year Of The Rabbit"               |
| 2007      | Nip/Tuck                       | Garota No Clube            | Episódio: Carly Summers                          |
| 2007      | Notes from the Underbelly      | Recepcionista              | Episódio: "The Blackout"                         |
| 2008      | Supernatural                   | Maggie Zeddmore            | Episódio: "Ghostfacers"                          |
| 2008      | The Madness of Jane            | Soraya Jindal              | Elenco principal                                 |
| 2008      | No Heroics                     | Jill                       | Episódio: "Supergroupie"                         |
| 2009      | Roommates                      | Heather                    | Episódio: "The Game Night"                       |
| 2009      | My Boys                        | Emily                      | Episódio: "Friends of Friends"                   |
| 2010      | Desperate Housewives           | Mimi                       | Episódio: "Excited and Scared"                   |
| 2010      | Oh Those Lips                  | Salome                     | Web Short                                        |
| 2011      | House M.D.                     | Ms. Corwin                 | Episódio: "Two Stories"                          |
| 2011      | Fairly Legal                   | Julie Chang                | Episódio: "My Best Friend's Pre-nup"             |
| 2011      | Parenthood                     | Grace Woo                  | 2 episódios                                      |
| 2011      | The Mentalist                  | Ariel Martin               | Episódio: "Rhapsody In Red"                      |
| 2012      | Blackout                       | Meghan                     | Episódio: "Part 1"                               |
| 2012      | Political Animals              | Anne Ogami                 | Elenco principal                                 |
| 2013      | Emily Owens, M.D.              | Dr. Kelly Hamata           | 5 episódios                                      |
| 2013      | Bones                          | Emma Pak                   | Episódio: "The Cheat In The Retreat"             |
| 2014      | Mind Games                     | Karen                      | Episódio: "N.D.E."                               |
| 2014      | Castle                         | Saya Ozu                   | Episódio: "The Way Of The Ninja"                 |
| 2015      | Grace and Frankie              | Erica                      | Episódio: "#1.9"                                 |
| 2015      | Satisfaction                   | Satomi Kaneshireo          | Episódio: "...Through Bondage"                   |
| 2016      | Young & Hungry                 | Ella                       | Episódio: "Young & Rachael Ray"                  |
| 2017      | Teenage Mutant Ninja Turtles   | Akemi (voz) Jorōgumo (voz) | Episódio: "Yojimbo" Episódio: "Osoroshi no Tabi" |
| 2017–2019 | Marvel's Runaways              | Tina Minoru                | Elenco principal                                 |

### Web
| Ano  | Título            | Papel           | Notas                              |
| ---- | ----------------- | --------------- | ---------------------------------- |
| 2008 | Imaginary Bitches | Brittany        | Episódio: "A Spiritual Bitch-Bath" |
| 2010 | Ghostfacers       | Maggie Zeddmore | 11 episódios                       |